# Караманська битва
Караманська битва або Битва на Караманському полі (Къараман авлакълар) — багатоденні бойові сутички у 1605 році між військами Московського царства та коаліцією дагестанців на чолі із Тарковським шамхальством при підтримці яничарських загонів Османської імперії та Кримського ханства. В результаті перемоги останніх на 118 років зупинило російську агресію в Північному Кавказі.

## Передумови
Захоплення у 1556 році Московським царством Астраханського ханства започаткувала політику Московії щодо розширення своїх кордонів на південній за рахунок тамтешніх держав. Вже у 1560 році відбувся перший похід на Передкавказзя на чолі із воєводою Черемісіновим. З цього моменту безперервно здійснювалися походи проти держав Північного Кавкази та Великої Кабарди. Після цього південні кордони московських царів впритул підійшли до Кавказу. На шляху подальшого активного просування московщини на південь з'явилося перешкода — опір кумиків. Їх очільник Чопан, шамхал з Таркі вирішив організувати опір супротивнику. Для цього почала формуватися коаліція задля участі у майбутньому протистоянні. Для цього шамхал звернувся до османського султана та правителів північного Дагестану та Великої Кабарди.
Водночас московський цар Борис I Годунов вирішив скористатися військовими діями між Персією та Османською імперією задля захоплення всього Дагестану з Дербентом, Баку і Шемахі. Для цього було також укладено військовий союз з Олександром II, царем Кахетії. В підсумку склалися умови для масштабного протистояння між християнською Московією та мусульманськими державами Кавказу.
У 1604 році московські воєводи Бутурлін та Плещеєв розпочали великий похід. Основу їх війська склали добірні загони стрільців (на кшталт гвардії). По прибуттю на Кавказ до них долучилися загони терських козаків, ногайців, кабардинського мурзи Сунчалея Янгличева і чечено-інгушські загони під орудою Батая Шихмурзіна. Водночас відправлено до Кахетії послів О.Татіщева і Л.Іванова, які повинні були сповістити царя Олександра II про похід, щоб той зі свого боку спрямував війська до Дагестану.
В свою чергу шамхал Сурхай II втік угори, а московіти захопили Таркі, Ендірей і Теплі Води, заклали фортецю на Тузлукі та неподалік Таркі. При цьому головою організації спротиву став син Чопан-шамхала — Султан-Мут (в Росії відомий як Султан-Махмуд). Він зумів заручитися підтримкою кабардинців завдяки родинним зв'язкам (його мати була донькою Узун-Черкеса, кабардинського мурзи). В результаті останні спрямували загін поєднаний з кримськими татарами, що разом склало 13 тис. вояків. Про намір підтримати Султан-Мута заявив очільник яничарської залоги в Дербенті. Також Чопан-шамхал спрямував свого сина Герей-хана з військами. В коаліцію увійшли даргінське вільне суспільство.
Наприкінці 1604 року з невідомих причин Бутурлін відправив 5 000 вояків до Астрахані, проте вони потрапили у пастку кумиків, які на чолі із Султан-Мутою та Герей-хан повністю знищили цей загін.

## Хід бойових подій
Напочатку 1605 року Султан-Мут з союзниками підійшов до Таркі, звів проти фортечних стін насип. Після триденних бойових дій виснажені сторони пішли на перемовини. Втім московські війська опинилися в більш складному становищі з огляду на те, що майже усі укріплення були знищені, а велика московська армія не змогла розвернутися на невеличкій ділянці. Цим скористалися війська Султан-Мути, щоб ще більш блокувати московитів, особливо від постачання харчів.
Зрештою Султан-Мут з яничарським агою прибули в розташування московських військ, де тривали перемовини з їх воєводами. За підсумками перемовин укладено мирну угоду, за якою московити вимушені були відмовитися від планів підкорити Дагестан. Після цього московські воєводи оголосили про відступ. Султан-Мут в забезпечення обіцянки про вільний пропуск дав воєводі в заручники (аманати) свого сина.
Проте незабаром улем звільнив мусульманського військовика від обіцянки християнським воєводам. Тому з усіма військами Султан-Мут рушив проти московитів та їх союзників. Вирішальна битва відбулася біля річок Сулак та Шура-озень на Караманському полі (Караман — Чоре каміння) неподалік від сучасної Махачкали, де московити після тривалої та запеклої битви зазнали нищівної поразки. Лише з маленьким загонам князь Володимир Масальський з невеличким загоном зумів вирватися та відступити до московських кордонів.
Про перебіг подій замало інформації. Московські літописці, а потім російські історики звинувачували супротивників у підступності, що московити не були готові, стрільці не зуміли підготувати вогнепальну зброю. Проте цьому немає підтвердження. Але раптовість атаки дагестанців на московитів не можна виключати. Проте це не стало вирішальним з огляду на те, що яничари також мали вогнепальну зброю. Напевне перемогу вирішило злагодженість військ Султан-Мута та деморалізація московитів після невдачі біля Таркі.

## Підсумки
Після Караманської битви до початку Перської походу московського царя Петра I, коли було захоплено Дербент, Баку, Гілянь, Мазендаран, Тарковське шамхальство стало домінуючою силою в регіоні Північно-Східного Кавказу.
Перемога на Караманському полі стала важливим етапом в духовно-моральному відродженні кумиків, потужним фактором кумицької ідентичності, підйому кумицької національної самосвідомості. У міжнародний політичний лексикон увійшли терміни «дагестанці», «кумицький народи», під якими, насамперед, малися на увазі самі кумики і гірські племена, що опинилися в орбіті їх політичного і культурного впливу. Ще у середині XVIII ст. дагестанців зазвичай асоціювали з кумиками.